# Leucopis compacta
Leucopis compacta är en tvåvingeart som beskrevs av Tanasijtshuk 1972. Leucopis compacta ingår i släktet Leucopis och familjen markflugor. Inga underarter finns listade i Catalogue of Life.